# Раифская пустынь

### Общая информация
Раифский монастырь святого Георгия — мужской монастырь во имя великомученика Георгия Победоносца в городе Эт-Тур (Раифа) Синайской Православной Церкви.
Находится на берегу Красного моря, между Синайскими горами и Суэцким заливом.
Монастырь возник в конце III — начале IV века и сделался великой лаврой. Древняя Раифская лавра была разрушена в XI веке, но монахам удалось построить в некотором удалении новый монастырь, названный именем великомученика Георгия Победоносца.
Обитель возродили в 1736 году, после чего её приходилось три раза переносить из-за повышения уровня моря. Новый Георгиевский храм обители был основан в 1885 году и достроен в 1887 году.
В обители один храм, посвящённый великомученику Георгию Победоносцу. Для освещения используются только свечи. Территория монастыря невелика: справа от храма — келейный корпус, между зданиями и храмом — малый парк с высокими пальмами, туями, олеандрами, соснами, розами. Перед храмом — часовня-беседка, у южной стены под фреской, изображающей святого Георгия.

### Административное подчинение
Раифский монастырь находится в подчинении Архиепископа Синайского

### История монашеской жизни в монастыре Раиф
История Раифского монастыря, расположенного в городе Эт-Тур в Раифской пустыне, тесно связана с ранним христианством и традициями паломничества. Это место знаменито своим религиозным значением, развитием монашества и библейскими событиями.

#### Упоминание в Библии
Согласно книге Исход из Ветхого Завета, Моисей и израильтяне остановились в месте Элим через пять дней после перехода через Красное море. Это место, находящееся в трех километрах вглубь пустыни, известно своими 12 источниками воды и 70 пальмами (Exodus 15:27).

#### Основание и ранняя монашеская жизнь
Монашеская жизнь в Раифе началась до 4 века.
Первоначально монахи жили в уединении и собирались только для богослужений.

Жизнь Раифских монахов впервые описана Раифским монахом Аммонием:
... рѣчь идеть не о монастырѣ въ смыслѣ общежительнаго установленія, а объ отдѣльныхъ келліяхъ, разсѣянныхъ на пространствѣ 12 миль въ ширину, въ пещерахъ и горахъ, которыя тянулись надъ моремъ; только въ Воскресный день отшельники собирались для общей молитвы. Благодаря вниманію ихъ сосѣдства и, особенно чудесной силѣ врачеванія отъ злыхъ духовъ одного монаха, по имени Моисея, обращены были въ христианство современные Измаелиты, жившие около Фарана. Моисеемъ былъ между прочимъ изцѣленъ Обедiанъ (Οβεδιανός), приведенный къ нему изъ сосѣдняго Фарана, первый человѣкъ въ своемъ племени.
в 373 году, когда уже была небольшая община монахов-аскетов (43 инока), произошло первое известное нападение на монастырь, в результате которого монастырь опустел. Это событие ежегодно вспоминается 27 января как Избиение Преподобных отцов в Синае и Раифе
Первое избиение святых отцов в Синае и Раифе описано египетским иноком Аммонием, посетившим в то время святую гору Синай и участвовавшим в погребении порубленных тел святых.
Второе избиение святых отцов Синая произошло в V веке

#### Византийская эпоха и развитие
В период правления императора Юстиниана в VI веке монастырь был укреплен: мастер, который был послан для строительства монастыря Святой Екатерины,построил стену вокруг Раифского монастыря.

Летопись Александрийского патриарха Евтихия, жившего во второй половине IX века, рассказывает о строительстве монастыря.
«Когда монахи горы Синая услышали о благорасположении императора Юстиниана и о его любви строить храмы и монастыри, тогда пошли они и жаловались ему, как скитающиеся сыны Измаила напали, на них нечаянно, ограбили съестные припасы, опустошили место, ворвались в келлии, и там отняли все, и как наконец ворвались они в храм и здесь попрали Евхаристию. Император спросил: чего же хотите вы? Они отвечали: мы просим тебя, император, построить нам крепкий монастырь… Император отпустил их, и вместе с ними послал своего легата со множеством денег. Равно писал он к своим префектам в Египет, чтобы доставляли они деньги, сколько бы ни потребовалось, и направили людей для стражи и запасы хлеба. Легату поручил он построить церковь в Колцуме (Суэц), монастырь Раифский и монастырь на горе Синае. Последний должен был он так укрепить, чтобы никакого другого монастыря на свете не было крепче его, и так обезопасить, чтобы ни с какой стороны не нужно было монахам и монастырю бояться чего-либо…

Выстроив монастырь Раифский, отправился он на гору Синай, где нашел Куст на месте, стесненном двумя горами, и вблизи ту башню и источники воды; а монахи были рассеяны по долинам. Он сначала хотел выстроить монастырь на верху горы, в отдалении от башни и Куста. Но оставил сие намерение из-за воды, которой не было на вершине горы. Итак он построил монастырь вблизи Куста, обняв и башню, на месте, стесненном между двумя горами… потому, что здесь был Куст и другие памятники, и здесь же можно было найти воду. И на вершине горы на месте, где Моисей получил закон, построил он церковь».
Монастырь стал известным центром монашеской литературы, в том числе местом первого чтения книги Лествица Иоанна Лествичника, написанной для монахов Раифа.

#### Разрушение и восстановление
Первый монастырь, посвященный Иоанну Крестителю, сгорел. В XII веке на этом же месте был построен второй монастырь, посвященный Деве Марии. В период мамлюков его заняли под казармы, монахов выгнали, а храм преобразовали в мечеть.

#### Современное восстановление
В XIX веке монах из монастыря Святой Екатерины Григорий восстановил монастырь. Он построил новые келии для монахов, складские помещения и другие строения. Восстановленная церковь, посвященная Святому Георгию, стала символом стойкости. Возобновитель монастыря Григорий предвидел её значение, веря, что Святой Георгий будет охранять это место в периоды запустения. Это предсказание подтвердилось в XX веке: монастырь пережил запустение и арабо-израильскую войну 1967 года.

### Упоминания Раифа паломниками
В прежние времена паломники повторяли путь евреев — от Египта, через Суэц и пустыню Сур к Эль-Тору — древней Раифе, или, повернув к востоку раньше, через вади Фаран — к Хориву и Неопалимой Купине.

#### Иоанн Мосх(до 619)
в труде Лимонарь (между 598-619):
115. Советы аввы Иоанна, игумена раифского.
Авва Иоанн, киликиянин, игумен раифский, наставлял братию, говоря:
«Чада, удалившись от мира, будем удаляться и от вожделений плотских».
«Будем подражать отцам нашим–строгости и безмолвию, с какими они жили здесь». «Да не оскверним, чада, места сего, которое отцы наши очистили от демонов».
«Здесь место подвижников, а не торговцев».
«Я застал здесь старцев, проживших семьдесят лет в этом месте и питавшихся только травою и финиками».
«Семьдесят шесть лет прожил я здесь, и много зол и ужасов претерпел от демонов».

117. 0 брате бесноватом, исцеленном аввою Андреем раифским.
Один брат, одержимый злым духом, пришел на «Дивную гору» к Симеону Столпнику и просил его, чтобы он молитву сотворил о нем и изгнал из него демона.
— Где ты живешь? — спросил его авва Симеон.
— В Раифе.
— Удивляюсь, брат, на тебя: какой ты подвиг совершил, предприняв такое путешествие, чтобы дойти до меня, грешного, когда в твоей лавре живут столь великие отцы. Ступай к авве Андрею и поклонись ему, чтобы он помолился о тебе, — и он немедленно исцелит тебя.
Придя в Раиф, брат бросился к ногам аввы Андрея, как повелел ему авва Симеон:
— Помолись обо мне, авва!
— Авва Симеон получил дар исцелений, — сказал в ответ авва Андрей.
И сотворил молитву. Брат немедленно исцелился и воздал благодарность Богу.

118. Жизнь Мины, инока раифского.
Вот что разсказал нам авва Сергий раифский об одном брате, бывшем у них диаконом, которого звали Миною:
«Однажды он удалился в мир для служения. Что было с ним, мы не знаем, кроме того, что он снял с себя иноческую одежду и стал мирским человеком. Спустя много времени он пошел в Феополь и, проходя Селевкию, увидал издали монастырь св. аввы Симеона Столпника.«Дай–ка я зайду, сказал он сам себе, посмотрю на великого Симеона». Раньше ему никогда не приходилось видеть его. Пошел и приблизился к столпу. Лишь только увидал его авва Симеон, узнал, что он прежде был иноком и посвящен был во диакона. Подозвав слугу, сказал ему: «принеси–ка сюда ножницы».Тот принес. «Благословен Господь! постриги его», сказал Симеон, указывая пальцем на Мину, так как около столпа стояло много народу. Изумившись словам старца и придя в то же время в великий страх, он принял пострижение, не произнеся ни одного слова. Ему пришло на мысль, что Сам Бог открыл св. старцу все, что случилось с ним. «Соверши диаконскую молитву!» — сказал авва Симеон. И когда тот исполнил повеление, святой старец продолжал: «возвратись в Раиф, откуда ушел ты!» Мина отвечал, что ему стыдно и не вынести взоров людских. «Поверь мне, чадо, - возразил старец, - тебе нечего будет стыдиться. С веселым лицом и с радостью примут тебя отцы. Они возликуют о твоем возвращении. Знай: Бог явит тебе знамение и ты поймешь, что Его милосердие простило тебе грех твой». Действительно, по приходе его в Раиф, отцы приняли его с распростертыми объятиями и допустили его до священнослужения. Однажды, в воскресный день, когда нес он святую и животворящую Кровь Великого Бога и Спаса нашего Иисуса Христа, внезапно выпал у него глаз. Из этого знамения познали, что Бог простил ему грех, по слову праведного Симеона».

119. 0 явлении диавола в одежде инока в келье старца раифского
Однажды мы пришли к авве Евсевию, пресвитеру лавры Раифской. Он сказал нам, что в келлию старца в иноческом одеянии явился диавол. На стук в дверь старец отворил и сказал ему: «произнеси молитву!» Диавол произнес: «ныне, и присно, и во веки веков. Аминь». Старец трижды заставлял его сотворить молитву, и диавол все говорил: «ныне, и присно, и во веки веков». «Не добро ты пришел, сказал старец. Сотвори молитву и скажи: «Слава Отцу, и Сыну, и Св. Духу, всегда, ныне, и присно, и во веки веков. Аминь». После этих слов диавол исчез, как бы убегая от огня.

 120. 0 трех умерших иноках, найденных фаранскими рыбаками.
Фаранские рыбаки разсказали нам следующее: «однажды мы прибыли в Вухри по ту сторону Красного моря. Наловив много рыбы, мы стали возвращаться и приблизились к Птелею. Отсюда мы намеревались переправиться в Раиф, но были задержаны противными ветрами. В течение девяноста дней бури на море не утихали. Проходя там великой пустыней, мы нашли под одной скалой трех скончавшихся отшельников. Они были одеты в нижнее платье, а плащи их лежали подле них. Мы подняли их и отнесли на корабль, и немедленно море успокоилось, и противные ветры переменились на благоприятные. Благодаря им, мы переправились и прибыли в Раиф. Тамошние отцы похоронили их с древними старцами.
121. 0 кончине аввы Григория византийского и аввы Григория фаранского.
Отцы того же места (раифские) разсказали нам об авве Григории византийском и об ученике его авве Григории фаранском, что они поселились на каком–то острове Красного моря. На этом острове не было совсем воды, но они доставали себе воду с материка, так как имели при себе судно, на котором и привозили воду. Однажды они спустили судно в море, привязавши его к скале. Но в ту ночь произошла буря на море, веревка оборвалась, и судно погибло. Тогда отцы остались совсем без воды. Прошло восемь месяцев. Прибыли на остров раифские иноки и нашли обоих мертвыми. На спине черепахи нашли надпись: «Авва Григорий фаранский, не пивши воды в течение двадцати восьми дней, скончался, а я–проживши без воды тридцать семь дней»…..  и, взяв их, похоронили в Раифе.

 122. 0 двух иноках, которые взошли для причащения во храм и не были никем видимы, кроме аввы Стефана.
Мы пришли на гору Синай, к авве Стефану, из Каппадокии. Ои разсказал нам: «за несколько лет пред сим я был в Раифе, На праздник Тайной Вечери я пришел в церковь. Совершалась литургия, и все отцы предстояли в храме, и вот я вижу, что в храм пришли какие–то два отшельника. Они были наги, и никто из отцев не заметил этого, кроме меня. Причастившись св. Таин, они вышли из храма и стали удаляться. Я также вышел вместе с ними. Когда мы были уже вне храма, я повергся пред ними со словами: «сделайте милость, возьмите меня с собою». Поняв, что я видел их наготу, они сказали мне: «ты–в хорошем месте. Будь спокоен». Но я снова стал просить их, чтобы взяли меня с собой. Они ответили мне: «не можешь ты быть с нами. Оставайся на своем месте. Тут хорошо». Помолившись обо мне, они, на моих глазах, вступили на воды Красного моря и прошли чрез него».

#### Иеромонах Варсонофий[19], совершивший свое хождение на Восток в1461–1462гг[20][21][22]
И в суботу же идох на память трех святителей, Василия Великого, Григория Богослова, Иоанна Златоустаго, на гору вельми высокую же, на нейже лежало святое тело великия мученици Екатерины, еже принесено святыми ангелы от Александрии града по святом ея страдании за Христа, и лежало тело ея на святей горе болши трех сот лет, никому не видимо, дондеже прояви Господь Бог святому старцу в Раифском монастыри. На высоце горе лежат мощи, и повели мощи ея положити во святей церкви в манастыре Святыя горы Синайския. И пошед же старец во святый манастырь синайскій и сказа им…
И пребыв же во святом монастыре синайском 7 дней токмо идох в Раифу

#### Рассказ и путешествие по святым местам Даниила, митрополита Эфесского между1493 и 1499гг.[23][24]
Путешествуя три дня къ восходу солнца, все продолжая путь, мы почти вышли изъ Египта. Добрались мы и до такъ называемой Раиөы: это былъ нъкогда древній городъ при Чермномъ моръ, гдъ неподалеку построенъ былъ монастырь древнимъ царемъ Юстиніаномъ. Храмъ (тутъ) былъ въ видъ продольнаго прямоугольника, прекрасный; было и много келлій, окруженныхъ кръпостью съ башней, гдъ нъкогда оные преподобные отцы закланы были безбожными Влемміями. Нынъ онъ (монастырь) совершенно безлюденъ и раззоренъ.
Въ близкомъ отъ него разстояніи находятся и 12 источниковъ водныхъ и 70 финиковыхъ стеблей, о коихъ пишетъ Моисей. Изъ источниковъ шесть поглощены подъ землею, которая песчана; финиковыя же деревья больше разрослись, и теперь изъ нихъ приносятъ плодъ больше тысячи. Сіи источники выходятъ наружу и текутъ внизу малой горы; воду имъютъ довольно удобную для питья и несколько тепловатую. Изъ нихъ одни имъютъ много воды, другие поменьше. Осмотръвъ это, мы через два дня от Чермного моря взошли на Синайскую гору ...

#### Василия Позняковахождение на восток1558-1561гг[25][26]
В Раифе греков нет, живут сирийцы – вера православная, христианская. В Раифе находится пристань для индийских кораблей. От Раифы до Индии три месяца морского пути. Раифа – каменный город, небольшой, турок в нем нет, только христиане живут, один санджак, да десять янычаров.
От Раифы до Моисеевых источников и фиников две версты, а до монастыря Ивана Раифского три версты; монастырь этот разрушен до основания турками.

#### Паисий Агиапостолит, митрополит Родосский1577-1592гг.
ОПИСАНИЕ СВЯТОЙ ГОРЫ СИНАЙСКОЙ И ЕЁ ОКРЕСТНОСТЕЙ в стихах (Православный Палестинский сборник. Выпуск 35. 1891г стр 141-144)
Περὶ τῆς Ῥαϊθοῦς (Оригинал с построчным переводом)
Ταῦτα μὲν περὶ τοῦ Φαρὰν εἰρήκαμεν συντόμως·
Мы кратко сказали о Фаране.
ἰτέον καὶ εἰς Ῥαϊθοῦ, εἰς ἣν ἕλκει ὁ δρόμος.
Теперь перейдём к Раифу, куда ведёт дорога.
Ἡ Ῥαϊθοῦ ἔγκειται γοῦν κατὰ τὴν μεσημβρία
Раиф находится на юге,
(πέφυκε δὲ ὁδὸς μακρὰ ἀλλὰ δὴ καὶ εὐρεῖα),
(путь туда длинный, но довольно широкий),
καὶ ὀνομάζεται Αἰλεὶμ κατὰ τὴν Ἑλληνίδα,
и называется Элим на греческий манер,
ὡς ἡ Γραφὴ δηλοποιεῖ· καὶ γὰρ ἐγὼ κατεῖδα.
как указывает Писание; и я сам это видел.
________________________________________
᾿Αφίσταται μὲν ἐκ Φαρὰν δύο ὅλας ἡμέρας,
От Фарана путь занимает два полных дня,
ἀπὸ δὲ τοῦ μοναστηρίου κύκλωθεν τρεῖς ἑτέρας·
а от монастыря – ещё три дня вокруг.
εἰ δέ γε κατὰ πάροδον βαδίσῃς μιὰν ἡμέραν,
Если же идти напрямую один день,
τῶν ἀκρωρείων μεταξὺ φθάνεις βαθειὰν ἑσπέραν.
то к вечеру достигаешь горных отрогов.
________________________________________
Ὑπάρχει δὲ πολίχνιον σμικρότατόν τε λία·
Там есть крошечный городок,
κέκτηται καὶ μετόχιον κάλλιστον μὲ κελλία.
а также прекрасное подворье с кельями.
Τὸ μὲν πολίχνιον ἐστὶ τῇ ἄμμῳ ἱδρασμένον,
Городок стоит на песке,
τὸ πλεῖστον δέ γε τοῦ αὐτοῦ κεῖται συντεθλασμένον,
и большая его часть лежит в руинах.
ἔνθα νῦν οἱ χριστιανοὶ ὀρθόδοξοι ἐμπόροι
Там сейчас православные христиане-торговцы
τοῦ ἐμπορεύεσθαι ἐξ ὧν κομίζουσιν οἱ Μῶροι·
занимаются торговлей товарами, которые привозят мавры.
καὶ γὰρ ἐκεῖ κομίζουσιν πόρρωθεν τῆς Ἰνδίας
Ведь сюда из далёкой Индии привозят
ἐδέσματ᾿ ἀρωματικά, ἃ λέγουν σπετζαρίας.
ароматные приправы, которые называют специями.
________________________________________
Ἡ δὲ ποσότης πέφυκε τῶν χριστιανῶν πάλι
Но количество христиан здесь всё же
μικρὰ καὶ εὐαρίθμητος καὶ οὐ πολλὰ μεγάλη.
небольшое и легко исчисляемое.
Θαρρῶ καὶ ἅπαντες εἰσὶν ἕως διακοσίων
Думаю, их всего около двухсот —
ἀνδρῶν καὶ γυναικῶν πληθὺς καὶ τεκνοκορασίων.
мужчин, женщин и детей.
________________________________________
Καὶ αὖθις τὸ μετόχιον ἔξωθεν τοῦ χωρίου
Подворье же расположено за пределами селения,
ἐνίδρυτ᾽ ἐξ ἀνατολῶν μέρους ὑπερβορείου,
на северо-восточной стороне.
ἔνθα κελλία μὲν εἰσὶ κύκλωθεν κεκτισμένα,
Там вокруг построены кельи,
ἀνώγαια κατώγαια κατ' ἄμφω μεμιγμένα·
верхние и нижние этажи перемежаются.
νῦν ἔστι δὲ καὶ τράπεζα μεγίστη τῶν πατέρων
Там есть и большая трапеза для отцов-монахов,
ἀνώγεως ὑψηρεφής, ἤγουν τῶν καλογέρων·
возвышающаяся, для братии.
πρὸς τούτοις δὲ καὶ ἐκκλησιὰ πρόκειται ὁρωμένη,
Рядом расположена видная церковь,
ἔνθα ψάλλουν καὶ λειτουργοῦν ἅπαντες συνηγμένοι,
где все собираются для пения и богослужения.
ἥτις καὶ ὀνομάζεται Γεώργιος ὁ μάρτυς,
Она называется церковью святого Георгия,
ὁ ἀθλοφόρος τοῦ Χριστοῦ καὶ μέγιστος προστάτης·
великого страстотерпца и защитника Христова.
ἐκεῖ γοῦν οἱ χριστιανοὶ ἑορτὰς ἐκτελοῦσι,
Там христиане проводят праздники,
κι’ ἀρτοκλασίας πράττοντες Θεὸν παρακαλοῦσι.
совершают артокласии и молятся Богу.
________________________________________
Πρὸς δὲ τὸ ἀνατολικὸν μέρος τοῦ μετοχίου
На восточной стороне подворья
κάστρον σμικρότατον ἐστὶ κύκλω μετὰ τειχίου,
есть маленькая крепость, окружённая стеной.
(ὅπερ ὀχύρωμα ἡμεῖς καθ' Ἕλληνας καλοῦμεν,
(которое по-гречески мы называем укреплением,
Καλᾶν δὲ κατὰ ῎Αραβας οἱ πλεῖστοι ἐκφωνοῦμεν),
а большинство арабов называют «Кала»),
ὅπερ τηρεῖται ἀσφαλῶς ὑπὸ τῶν ἐνοικούντων
и которое надёжно охраняется местными жителями —
᾿Αγαρηνῶν τῶν πάντοτε ἡμῖν ἐπαπειλούντων·
агарянами, вечно нам угрожающими.
________________________________________
Ἐκ δεξιῶν δὲ τοῦ Καλᾶ ἡ θάλασσα κειμένη
Справа от крепости находится море,
ἔγγιστα πέλει ἐρυθρά, σφοδρῶς κυματουμένη,
самое близкое — Красное, сильно волнующееся.
ἥτις πλουτεῖ πάντων καλῶν τῶν ἐπιθαλαττίων,
Оно богато на все морские дары:
ἰχθύων, ἀσταχῶν ὁμοῦ καρκίνων καὶ κοχλίων.
рыбу, лангустов, крабов и моллюсков.
________________________________________
Εἰ δὲ καὶ θέλεις ἀπελθεῖν ἔνδον ἐν τῇ θαλάσσῃ,
Если хочешь войти в морские воды,
παράδοξα βλαστήματα πλεῖστα ἐκεῖ θεάσῃ.
увидишь там множество удивительных растений.
Ὁπόταν πέλῃ τοιγαροῦν ἡσυχία γαλήνης,
Когда на море стоит тишина и штиль,
ἐπὶ τὴν ξέραν ἄπιθι σεαυτὸν ἵνα πλύνῃς,
иди к мелководью, чтобы омыться.
πρὸς δὲ καὶ ὑποδήματα ὑπόδησε τοὺς πόδας,
Обуй ноги в сандалии,
ἵνα μή σου πληγήσωνται περιπατῶν τὰς τρώγλας·
чтобы не поранить их, ступая по острым камням.
ἐκεῖ γὰρ μέλλεις κατιδεῖν φυτῶν ποικιλοχρόων
Там ты увидишь разноцветные растения,
βλαστήματα βλαστάνοντα ἐκ τοῦ βυθοῦ ἀθρόον.
которые густо растут прямо из морского дна.
________________________________________
Ὁμοίωμα μὲν ἔχουσι φυτῶν καὶ βλαστημάτων,
Они похожи на растения и цветы,
τῇ ἀληθείᾳ δὲ εἰσὶ πέτραις ἐξ αὐτομάτων.
но на самом деле это самообразующиеся камни.
Χαρὰν χαρήσῃ ἀληθῶς θαρρῶν ἐν παραδείσῳ·
Ты испытаешь радость, будто находишься в раю,
ἑστᾶναι ταῦτα καθορῶν, λέγων «τίνα κρατήσω;
глядя на них и спрашивая: «Какое взять?
τίνα καὶ δρέψω ἐξ αὐτῶν, τίνα δὲ καὶ ἀφήσω,
Какое сорву, а какое оставлю?
ἕκαστον ἔχον τὸ τερπνόν; ποῖον νὰ προτιμήσω;»
Ведь каждое из них прекрасно! Какое предпочесть?»
Κοκκινοπρασινόχροα, κιτρινοβυσσινᾶτα,
Они красно-зелёные, жёлто-бордовые,
πορφυροκυανίζοντα πέλουν κιάσπροχιονᾶτα.
пурпурно-синие и белоснежные.
________________________________________
Ταύτην γοῦν τὴν εὐπρέπειαν τῆς τοιαύτης θαλάσσης
Такую красоту этого моря,
ἐμοὶ δοκεῖ οὐκ ἄλλοθι εἰργάσατο ὁ Πλάστης.
как мне кажется, Творец нигде больше не создавал.
᾿Αλλὰ ταῦτα εἰρήσθω μοι περὶ τῶν ἐν θαλάσσῃ,
Но довольно об этом чуде в море,
λέξωμεν καὶ τῆς γῆς αὐτῆς τὴν τῶν φοινίκων πλάσιν.
поговорим теперь о земле и её пальмовых рощах.
________________________________________
Τοῦ γοῦν Καλᾶ ἀριστερὰ περιβόλια δύο
Слева от крепости есть два сада,
τυγχάνουσι πλήρη φοινικῶν καὶ μυρικῶν κλαδίων,
полных пальм и тамарисков.
πρὸς δὲ τὸ βόρειον αὐτοῦ μέρος ὑπάρχει φρέαρ,
А к северу от него есть колодец,
ὅπερ τὸ ὕδωρ δροσερὸν κέκτηται πρὸς τὸ ἔαρ.
чья вода остаётся прохладной даже весной.
________________________________________
᾿Αλλὰ παρακαλῶ ὑμᾶς ὀλίγον καρτέρεῖτε,
Но прошу вас немного потерпеть,
ἵνα ὑμῖν τὸ ἐφεξῆς κατάδηλον ποιήσω,
чтобы я ясно изложил вам следующее,
καὶ τὸ πρὸς νότον ἄκουσμα ὡς οἷόν τε ἐκθήσω.
и рассказал о том, что находится дальше к югу.
О Раиөѣ (перевод)
Вотъ что сказали мы вкратцѣ о Фаранѣ, нужно итти къ Раиөѣ, къ которой ведетъ дорога. Раиөа лежитъ къ югу: путь къ ней длиненъ, но за то и широкъ. По- эллински называется Элимъ, какъ объявляетъ Писаніе; - это я самъ видѣлъ. Отстоитъ отъ Фарана на цѣлые два дня, а отъ монастыря обходомъ еще на три; если же будешь идти одинъ день прямымъ ходомъ, промежду вершинъ, то прійдешь къ позднему вечеру. Тамъ есть мѣстечко очень маленькое, владѣющее прекраснымъ подворіемъ съ келліями. Мѣстечко это сооружено на пескѣ; большая часть его лежить въ развалинахъ. Здѣсь нынѣ живуть православные христіане, купцы, торгующіе товаромъ, привозимымъ Маврами, ибо туда привозять изъ далекихъ краевъ Индіи съѣдобные ароматическія произведенія, называемыя пряностями. Число христіанъ малое, скудное, не очень большое. Все количество мужчинъ, женщинъ, мальчиковъ и дѣвочекъ, я думаю, доходить всего до двухсотъ. Подворіе же находится за пределы села на северо-восток, там вокруг построены келлии, нижние и верхние между собой перемѣшанныя. Теперь тамъ есть и очень большая трапеза отцов, т. е. иноков; это верхнее жилище с высоким кровомъ. Тамъ видна сверхъ того и церковь, въ которой поютъ и служать всѣ соборне. Она называется именемъ великого Георгия, Христова подвижника, величайшего покровителя. Тамъ христиане совершают праздники и съ преломленіемъ хлѣба молятся Богу. На востокъ же отъ подворья стоить очень малая крѣпостца, окруженная стѣною, называемая нами по-Эллински охирома (укрѣпленіемъ); но мы большею частью именуемъ ее по-Арабски кала: она безопасно охраняется живущими въ ней Агарянами, которые всегда намъ угрожають. Направо отъ кала по близости лежить Чермное море, страшно волнующееся. Оно изобилуетъ всякими хорошими морскими произведеніями, рыбами, омарами, раками и раковинами. Если же пожелаешь войти внутрь моря, увидишь тамъ странные произрастенія. Когда настанеть полная тишина, выйди на берегъ чтобъ обмыть себя; притомъ подвяжи къ ногамъ обувь, чтобъ не поранить ихъ, когда будешь ступать по впадинамъ. Тамъ увидишь разноцвѣтныя растенія, внезапно выникающія изъ глубины. Они имѣютъ (только) подобіе растеній, въ самомъ же дѣлѣ это камни самородки. Истинною радостью возрадуешься ты, воображая себѣ при видѣ ихъ, что ты стоишь въ раю; ты говоришь: «чтобы мнѣ удержать? что изъ нихъ срѣзать, что оставить? вѣдь каждый изъ нихъ красивъ? который мнѣ предпочесть». Они цвѣтомъ краснозеленые, желтовишневые, пурпурносиневатые, бѣлоснѣжные.
Такого великолѣпія, какое въ этомъ морѣ, я думаю, нигдѣ больше не создано Творцемъ. Вотъ это будь мною сказано о томъ, что въ морѣ. Скажемъ и о природѣ финиковыхъ деревьевъ (растущихъ) на самой землѣ. Итакъ, отъ крѣпостцы (кала) налѣво находятся два сада, наполненные финиковыми и тамаринговыми деревьями. На сѣверной сторонѣ крѣпостцы есть колодезь, въ которомъ вода бываеть студеная весною. Оттуда всѣ достаютъ воду и ежедневно пьютъ ее, и монахи и міряне, славя Творца. Пропитаніе же добываютъ себѣ изъ Египта: я говорю о пшеницѣ и овощахъ, которыми они питаются. Затѣмъ на западъ отъ деревни; миль на пять разстоянія, находится усыпальница для мужчинъ и женщинъ: это былъ монастырь божественнаго Іоанна, окрестившаго Христа въ струяхъ Іорданскихъ. Нынѣ же посмотрѣть — весь онъ разрушенъ съ основанія, и нѣтъ ни слѣда церкви или келліи. Тамъ хоронятъ нѣкоторыхъ отцовъ, посвященныхъ и непосвященныхъ, совокупно тѣхъ и другихъ.
Налѣво отъ названнаго нами бывшаго монастыря нынѣ же усыпальницы и иноковъ и мірянъ, тянутся садики, наполненные финиковыми деревами, и огороженные вокругъ кирпичами. Здѣсь можно видѣть очень много садовъ явственно раздѣленныхъ между Арабами: они наполнены финиковыми деревьями; тамъ вырытъ колодезь полный обильною водою, прѣсной и студеной. О прекраснѣйшіе ключи! Сверхъ того виденъ туть пространный лугъ съ финиковыми деревьями, которыхъ число нынѣ не можетъ быть сосчитано. Онъ верхнею частью обращенъ къ востоку; принадлежить тамошнимъ Синайскимъ инокамъ. Въ немъ бьютъ тѣ двѣнадцать источниковъ, которые нашелъ Моисей въ Элимѣ, какъ упомянуто въ Писаніи: одни изъ нихъ, горячіе, бьютъ быстрѣе; другіе студеные, орошающіе водами своими финиковыя дерева. Сверхъ того есть и семьдесять пней финиковыхъ, которыхъ нынѣ большое множество: они цвѣтущи и производять каждогодно довольно большое количество корзинъ, которыя сосчитывають. Тамъ есть и подворье и келліи, которыя нѣкоторые посѣщаютъ для оказанія друзьямъ почета. Садъ же лежить по направленію къ западу и имѣетъ двѣ мили: онъ отстоить, говорю, на такое разстояніе отъ Раиөы.

#### Франческо Кварезми(1634–1639)
«Святая Земля с историческими, богословскими и нравственными комментариями» (Quaresmi Francesco. Historica, Theologica et Moralis Elucidatio Terrae Sancte. Anversa,стр 983-984)
В Елиме двенадцать источников и пятьдесят пальм
Тор, или Тур, рынок и порт Красного моря, куда все местные обращаются за покупками ароматических товаров из Индии

#### Дмитрий Дмитриевич Смышляев.1865г.
Синай и Палестина. Из путевых заметок 
«Торские арабы» – жители селения Эль-Тор, древней Раифы

#### А.В. Елисеев.1883г.
Православный Палестинский сборник. Выпуск 4. Путь к Синаю
Направо отъ Тора подымается невысокая цѣпь прибрежныхъ холмовъ джебель Джебеліэ. По мѣрѣ приближенія къ берегу почва становится пропитанною солончаками, начинаетъ появляться растительность, а возлѣ урочища Уммъ Саадъ есть даже небольшой ключъ прѣсной воды. Отъ него уже недалеко и до Тора, куда мы пришли совсѣмъ измученные, съ сильнѣйшею головною болью, въ полусонномъ состояніи. Только видъ моря немного оживилъ меня. Мы проходили уже мимо роскошнаго пальмоваго лѣса, принадлежащаго Синайскому монастырю; еще нѣсколько минутъ, и мы были у воротъ его подворья. Небольшое, но уютное строеніе пріютило насъ, а добродушные монахи старались всѣмъ, чѣмъ могли только, угодить нашему измученному каравану. 

#### Александр Цагарели.1888г.
Православный Палестинский сборник. Выпуск 10. Памятники грузинской старины в Святой земле и на Синае

Въ 9 часовъ утра слѣдующаго дня я былъ уже въ Раифѣ (Торѣ). Здѣсь меня любезно приняли архіепископъ Синайскій Калистрать III, проводящій зиму обыкновенно въ Раифѣ, и нашъ консульскій агентъ православный арабъ Ансеръ, и помѣстили меня въ хорошенькомъ новомъ домикѣ, выстроенномъ на самомъ берегу Краснаго моря, отчасти на средства Русскихъ паломниковъ. Заявивъ о своемъ желаніи на другой же день отправиться на Синай, я попросилъ эконома подворья нанять для меня верблюдовъ, а остальную часть дня я посвятилъ осмотру новой церкви подворья и большаго пальмоваго монастырскаго сада съ его теплыми минеральными источниками, находящимися на часъ ѣзды отъ Раифы, и извѣстными подъ именемъ источниковъ Моисеевыхъ.

#### Валерия Алфеева.2020 г
Паломничество на Синай. Раифа.
Древняя Раифа — теперь городок Эль-Тор — лежит в ста милях от монастыря Святой Екатерины под пальмами на песчаном берегу, усыпанном цветными ракушками, между величественной панорамой Синайских гор и Суэцким заливом.
Раифский монастырь Иоанна Предтечи, выстроенный при императоре Юстиниане, с базиликой, множеством келлий, окруженных крепостной стеной и башнями, до основания сокрушен в XI веке

### Реликвии монастыря
Нетленные мощи возобновителя монастыря Игумена Григория
Икона Собор Синайских святых
Чудотворная икона Георгия Победоносца

### Галерея

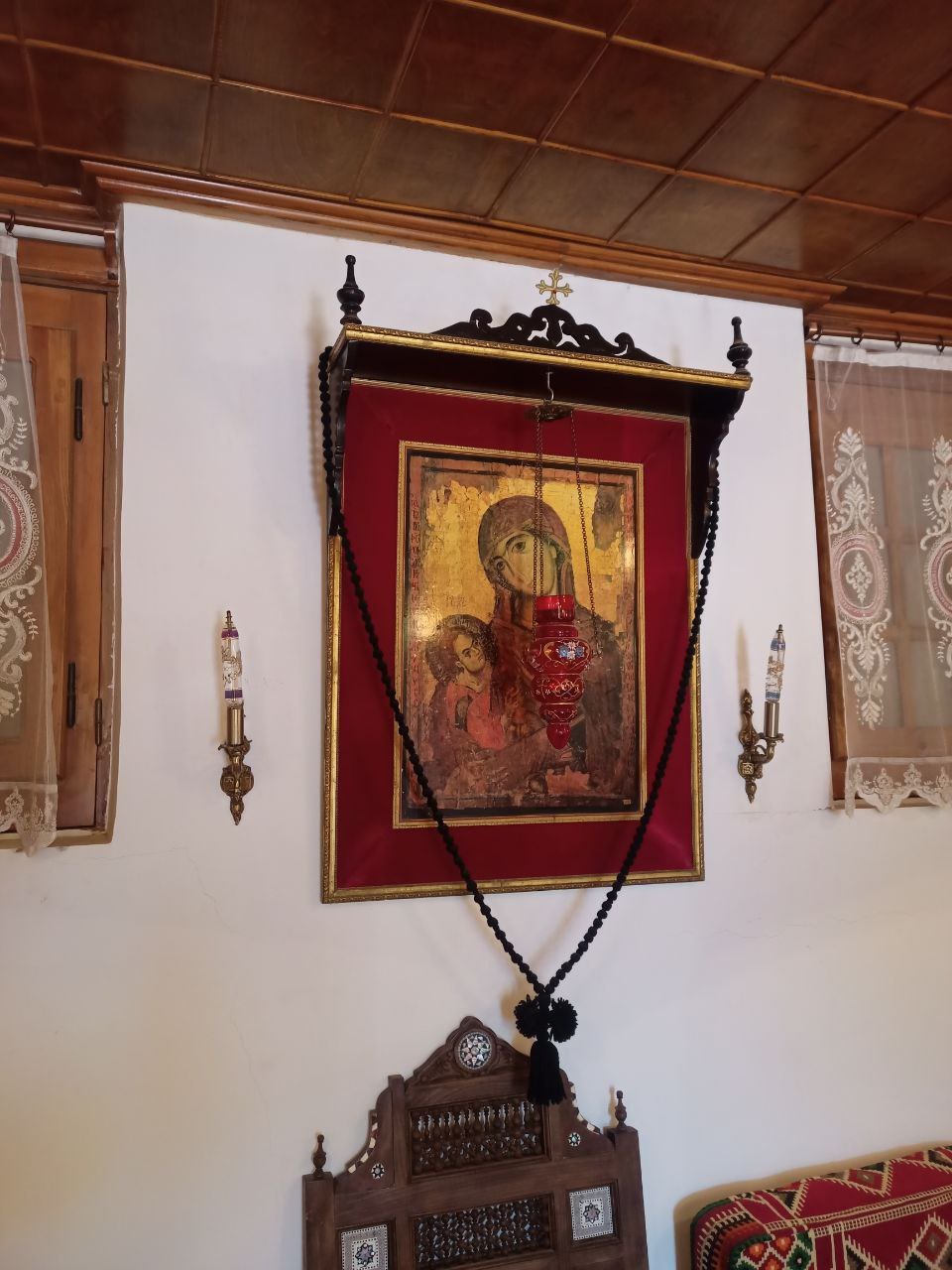
Икона в трапезной
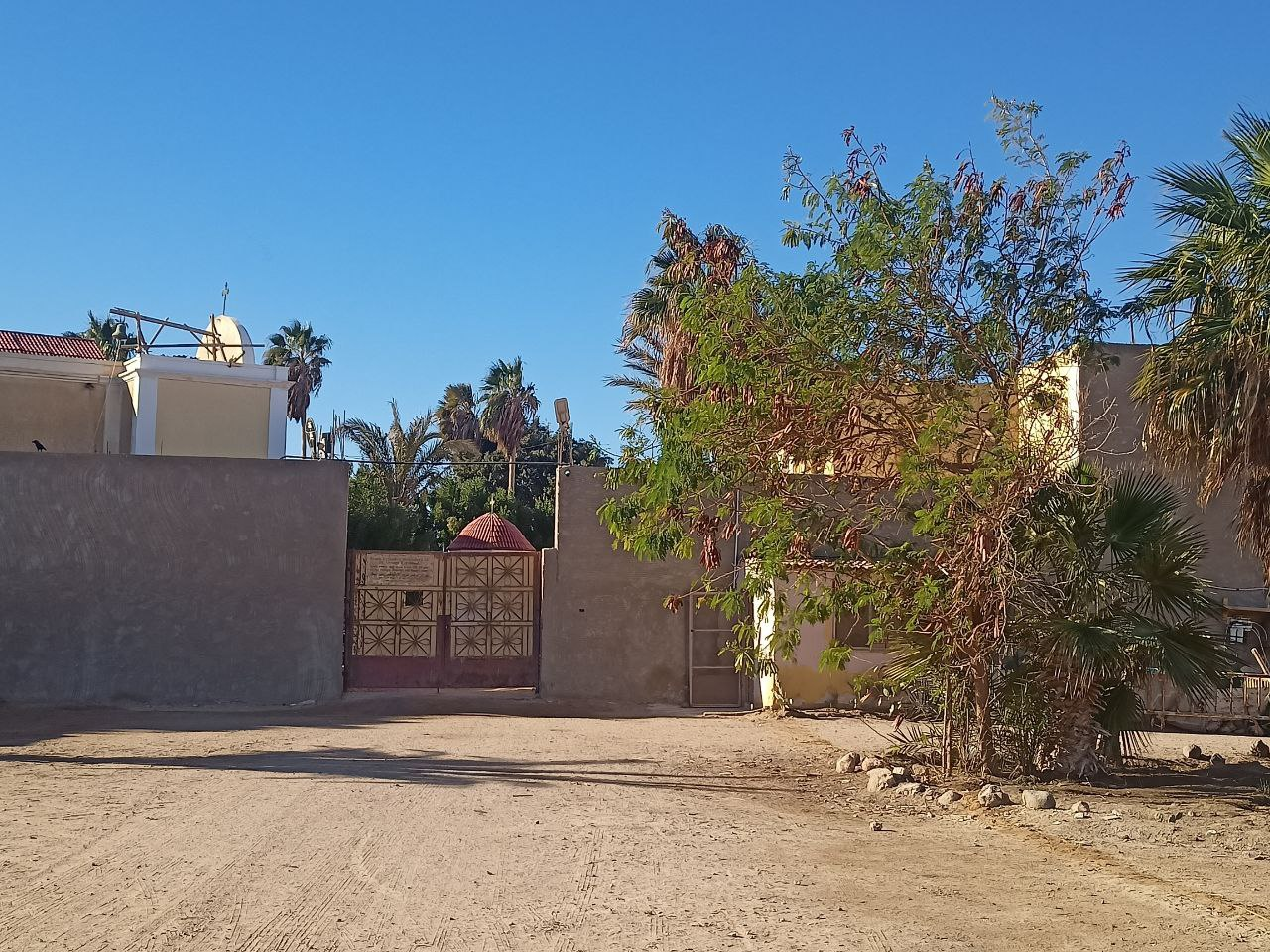
Ворота в Раифский монастырь
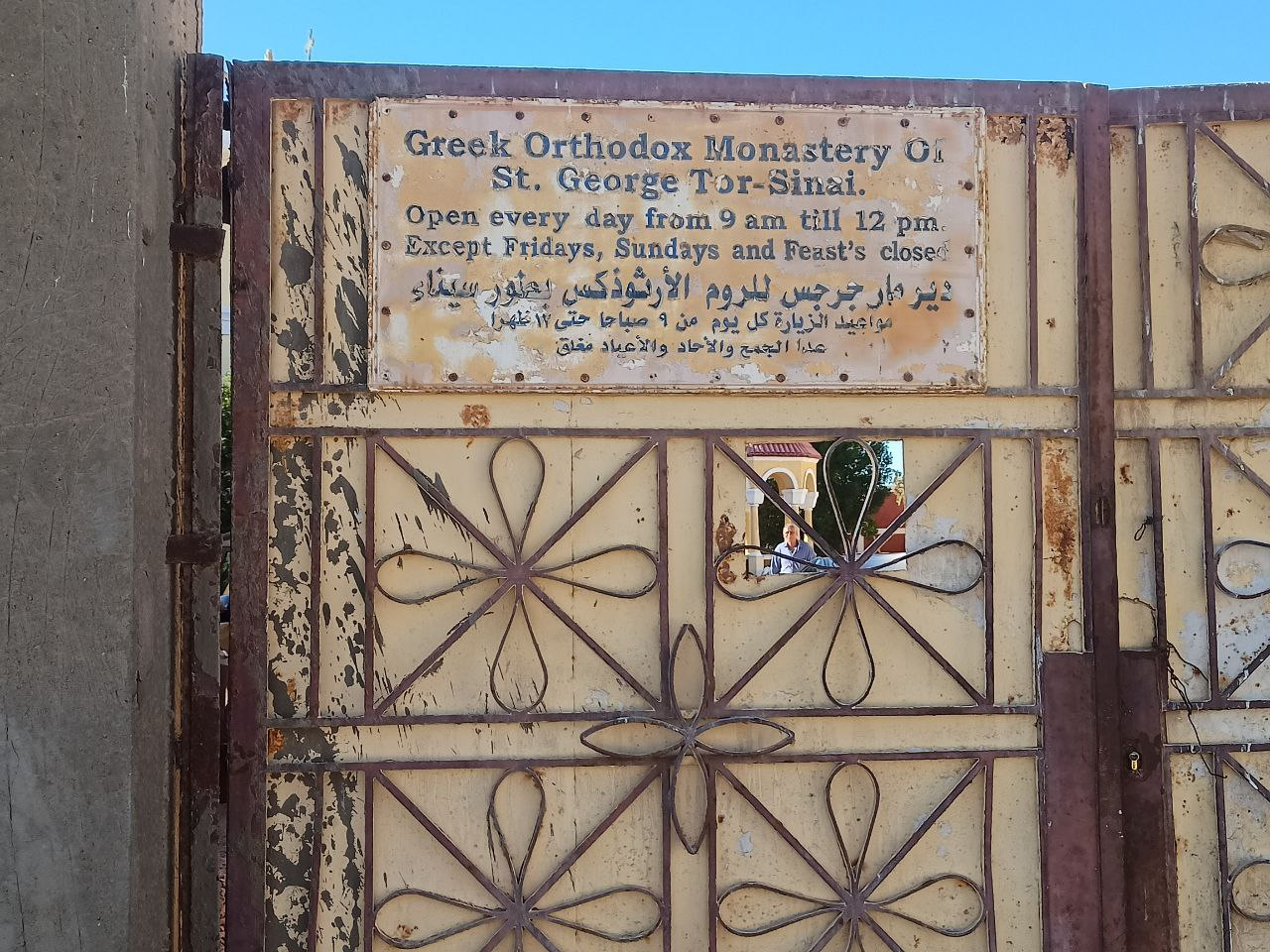
Надпись на воротах
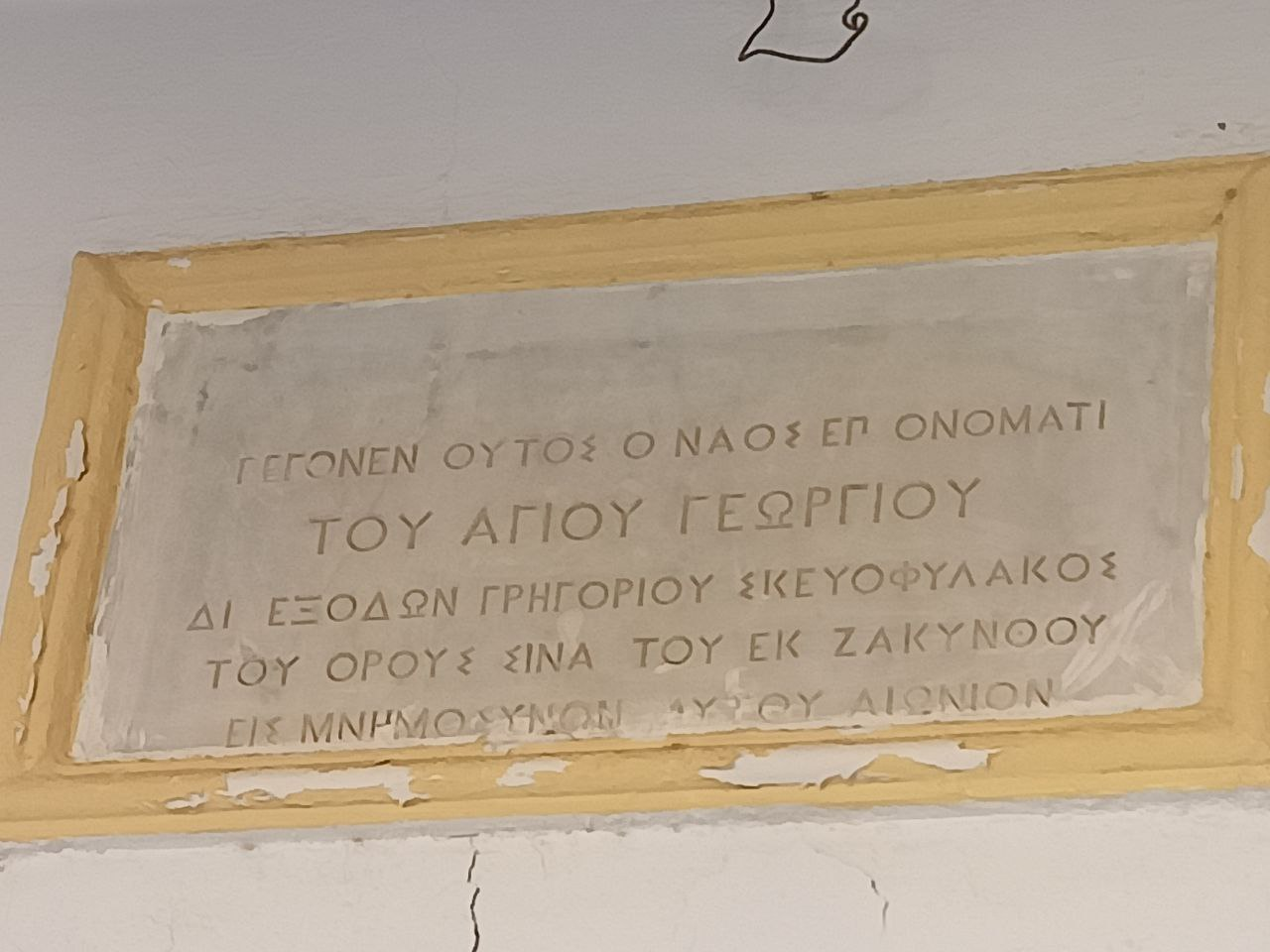
Табличка над входом в храм
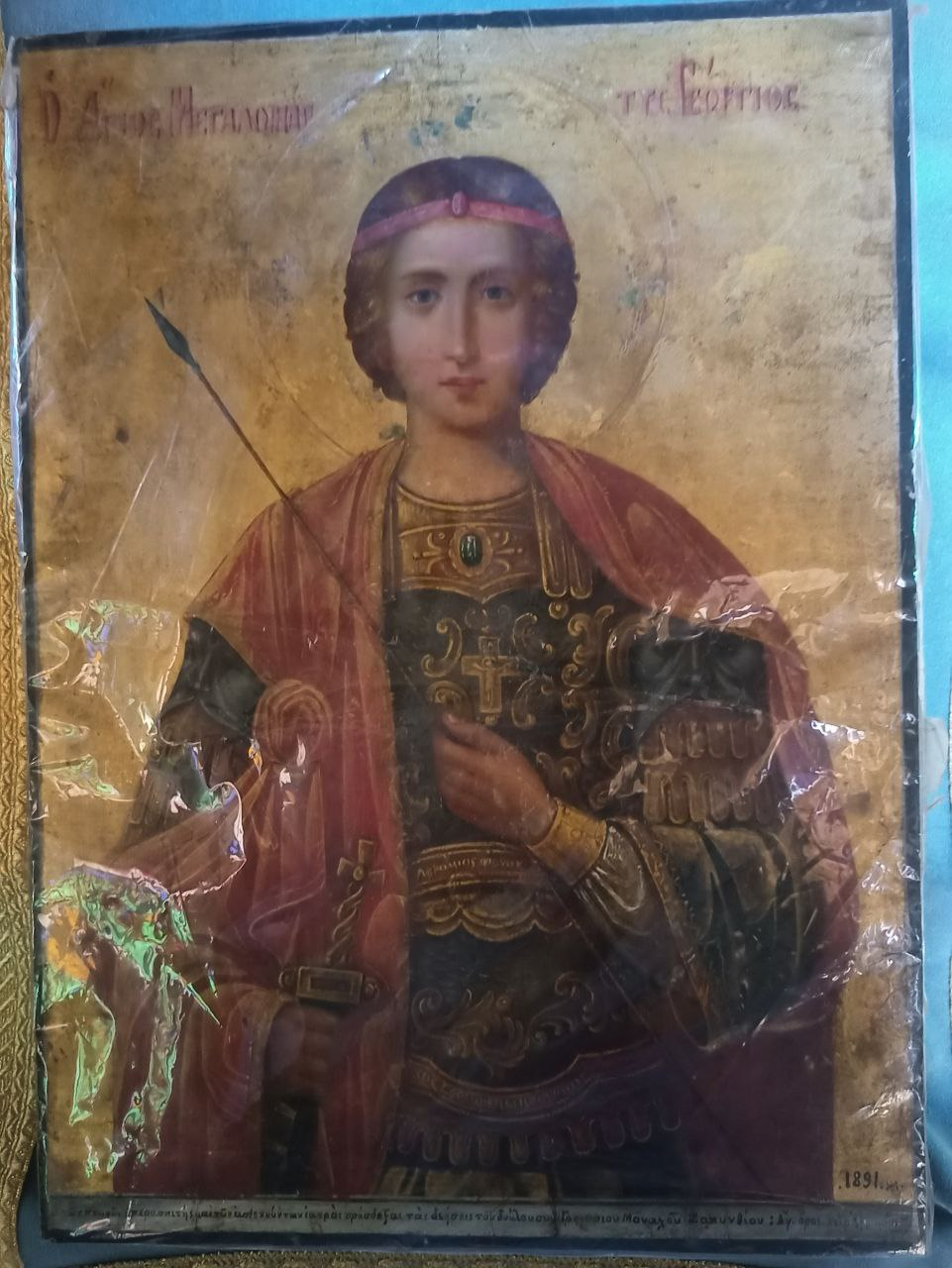
Георгий Победоносец
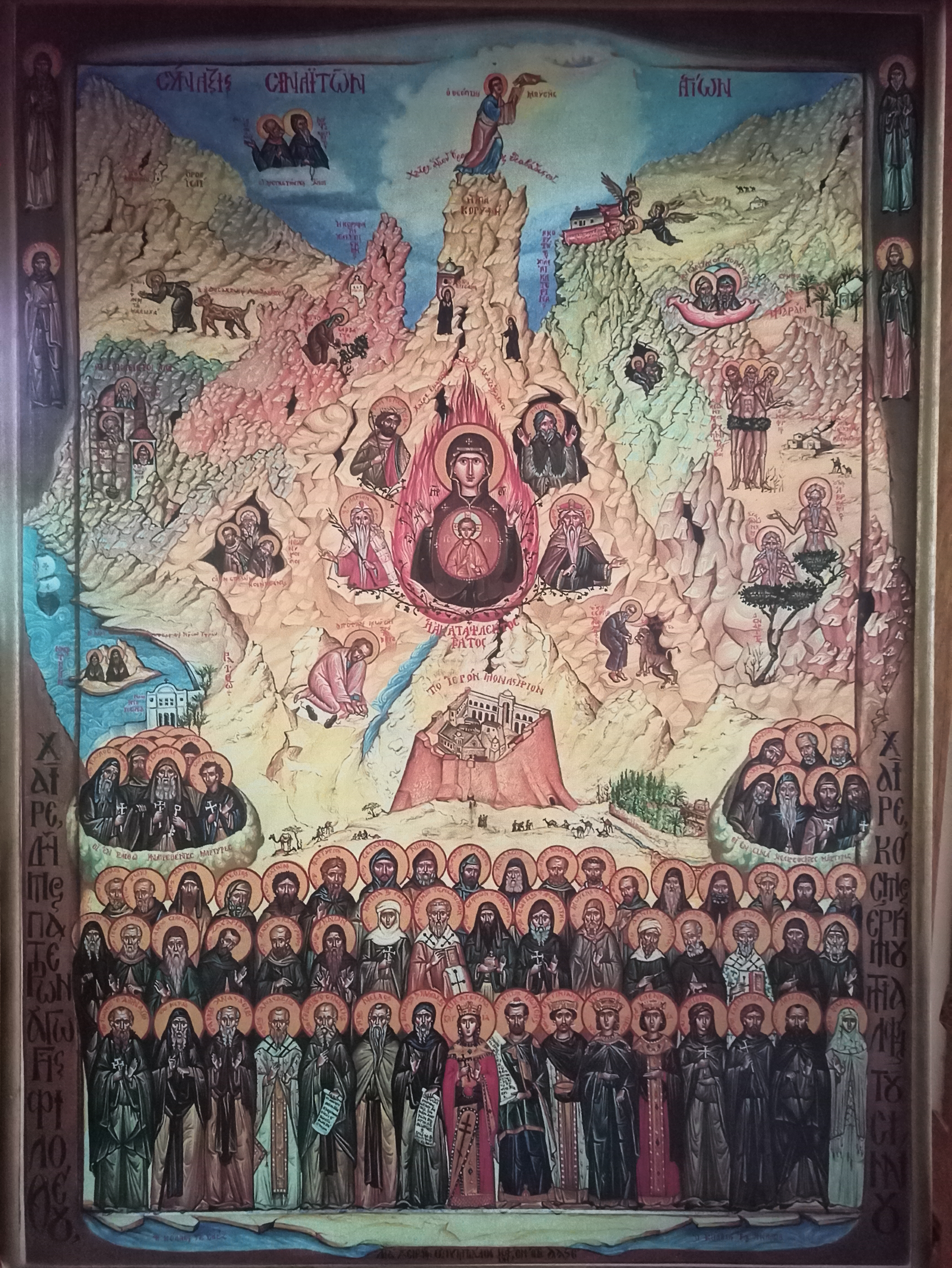
Собор синайских святых
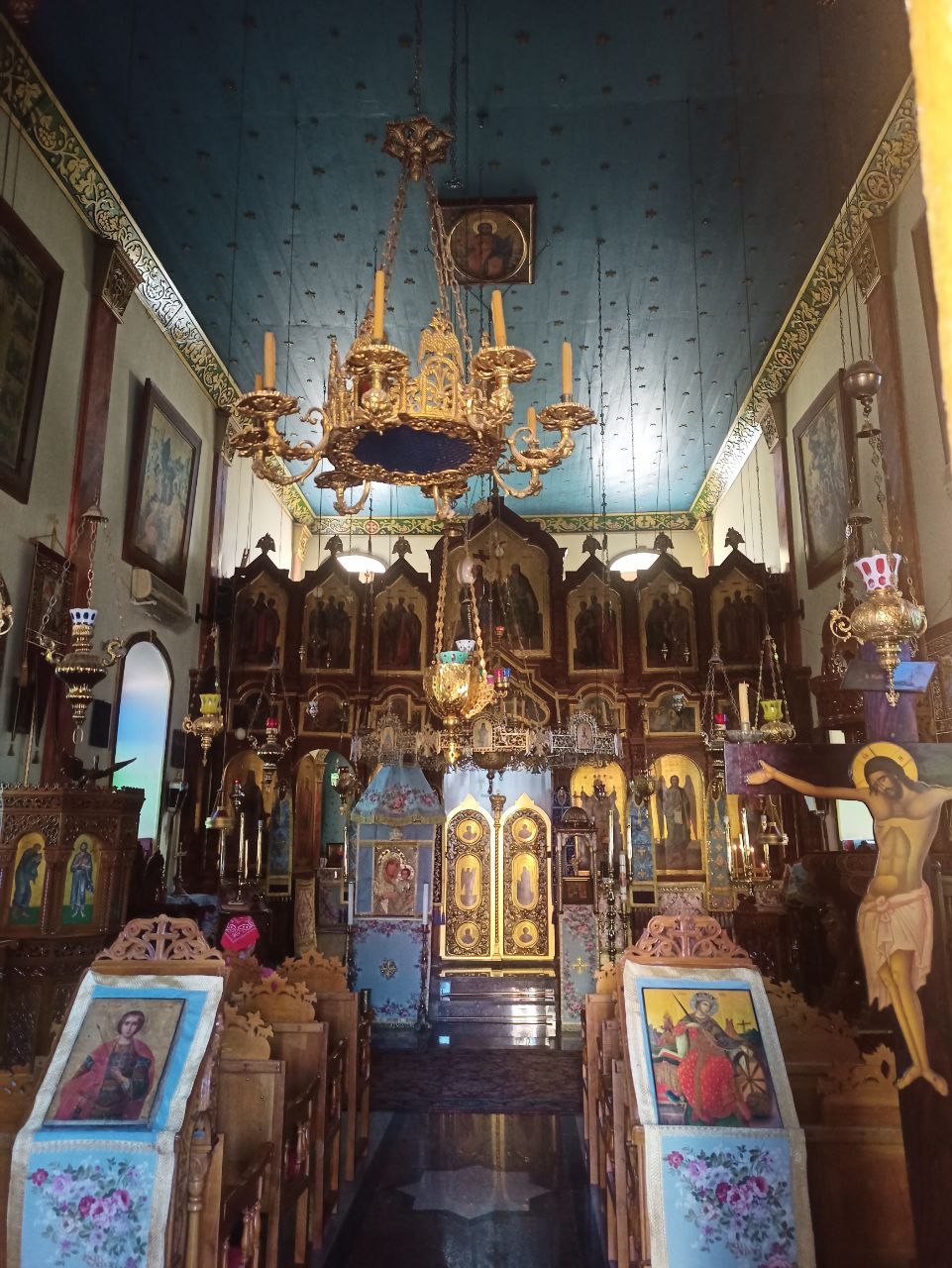
Раифский храм - вид на алтарь
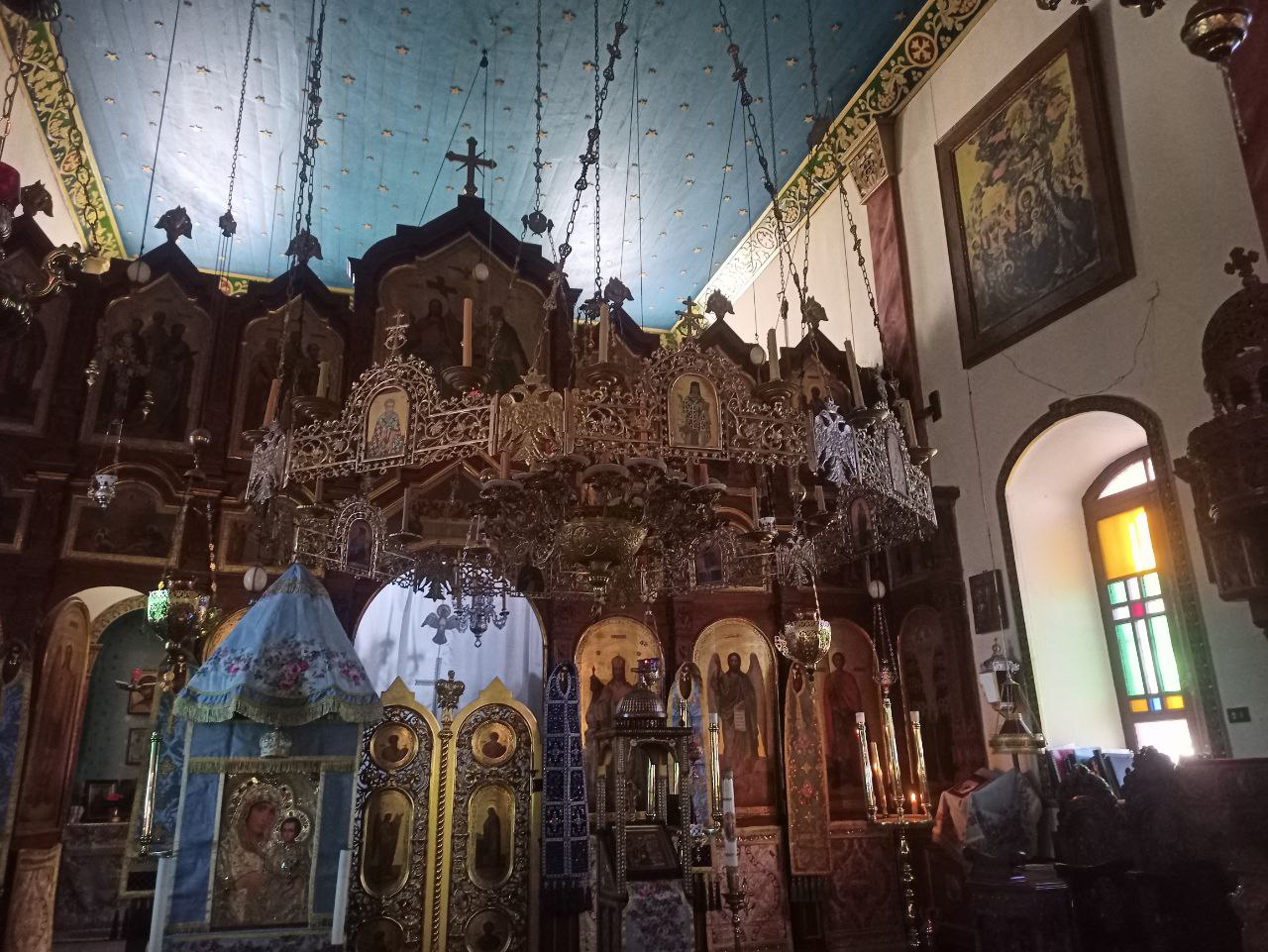
Хорос
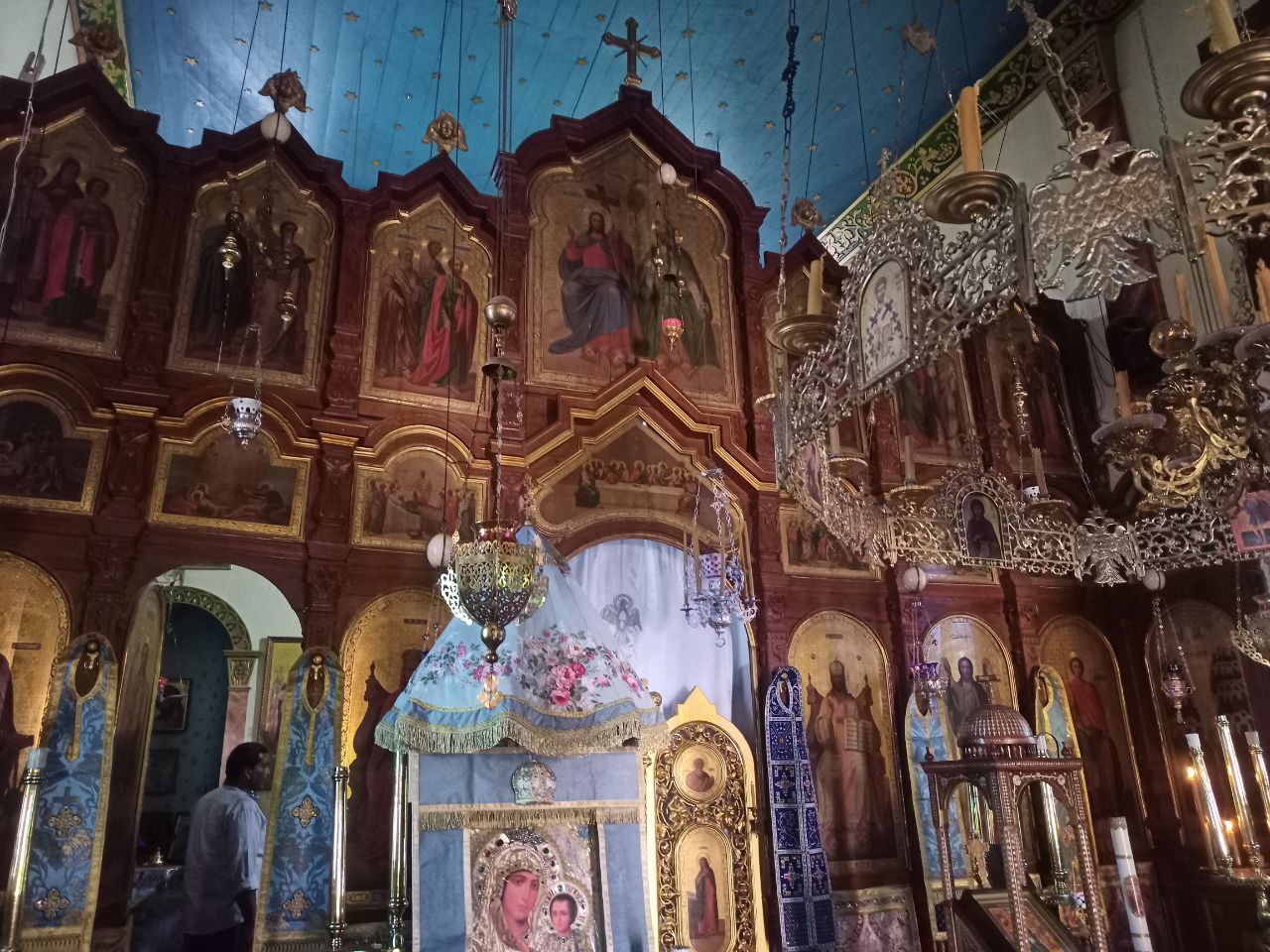
Иконостас
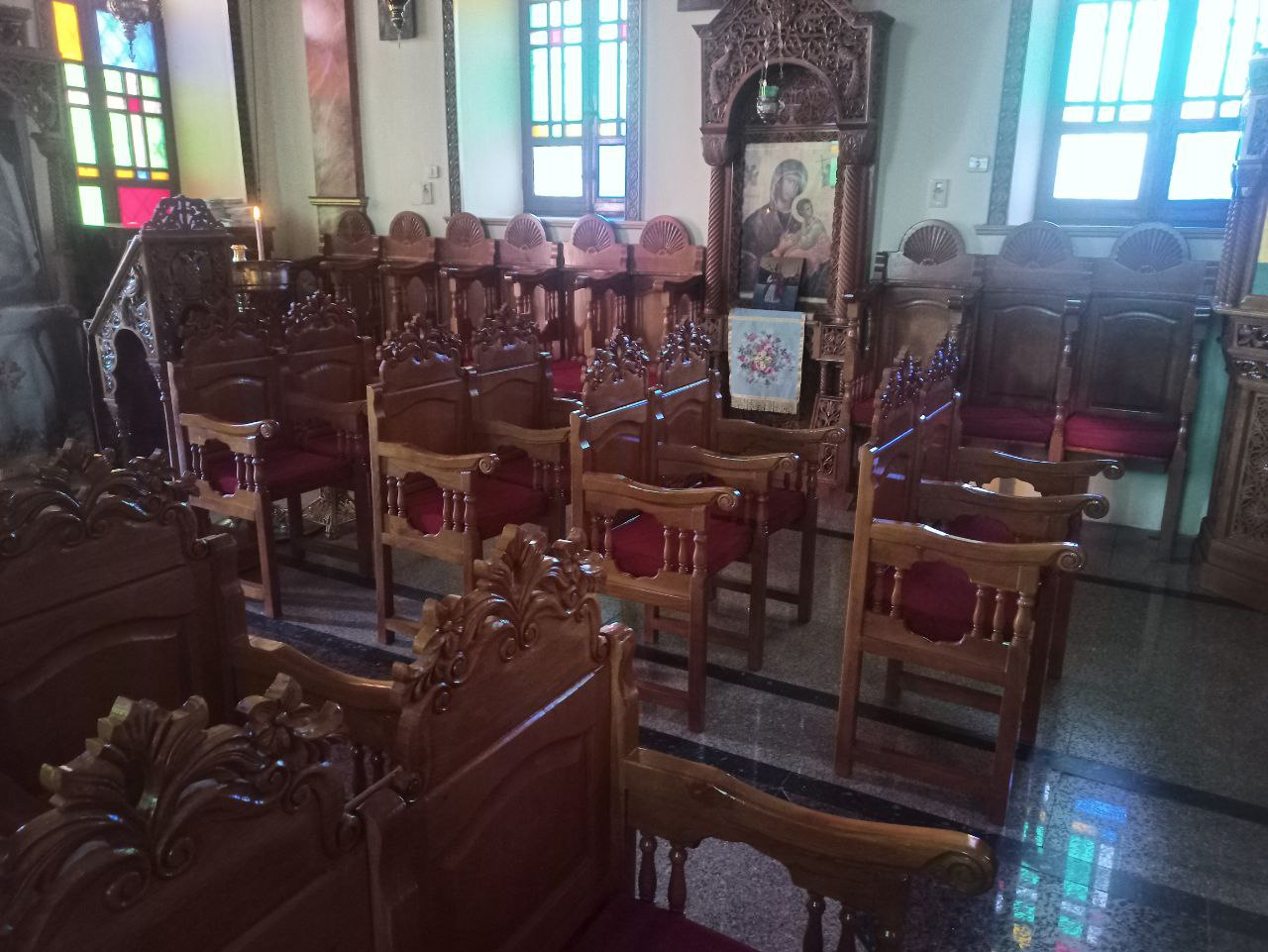
Стасидии
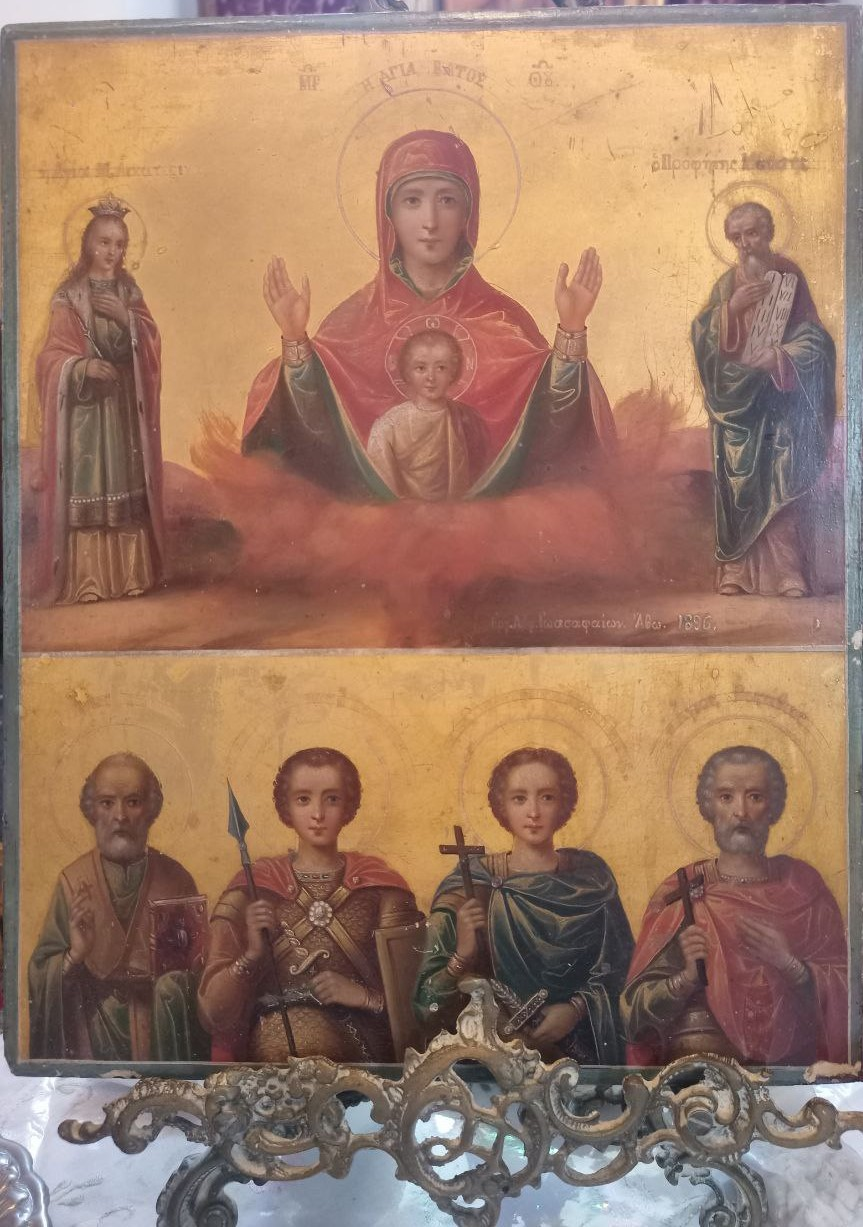
Икона в трапезной
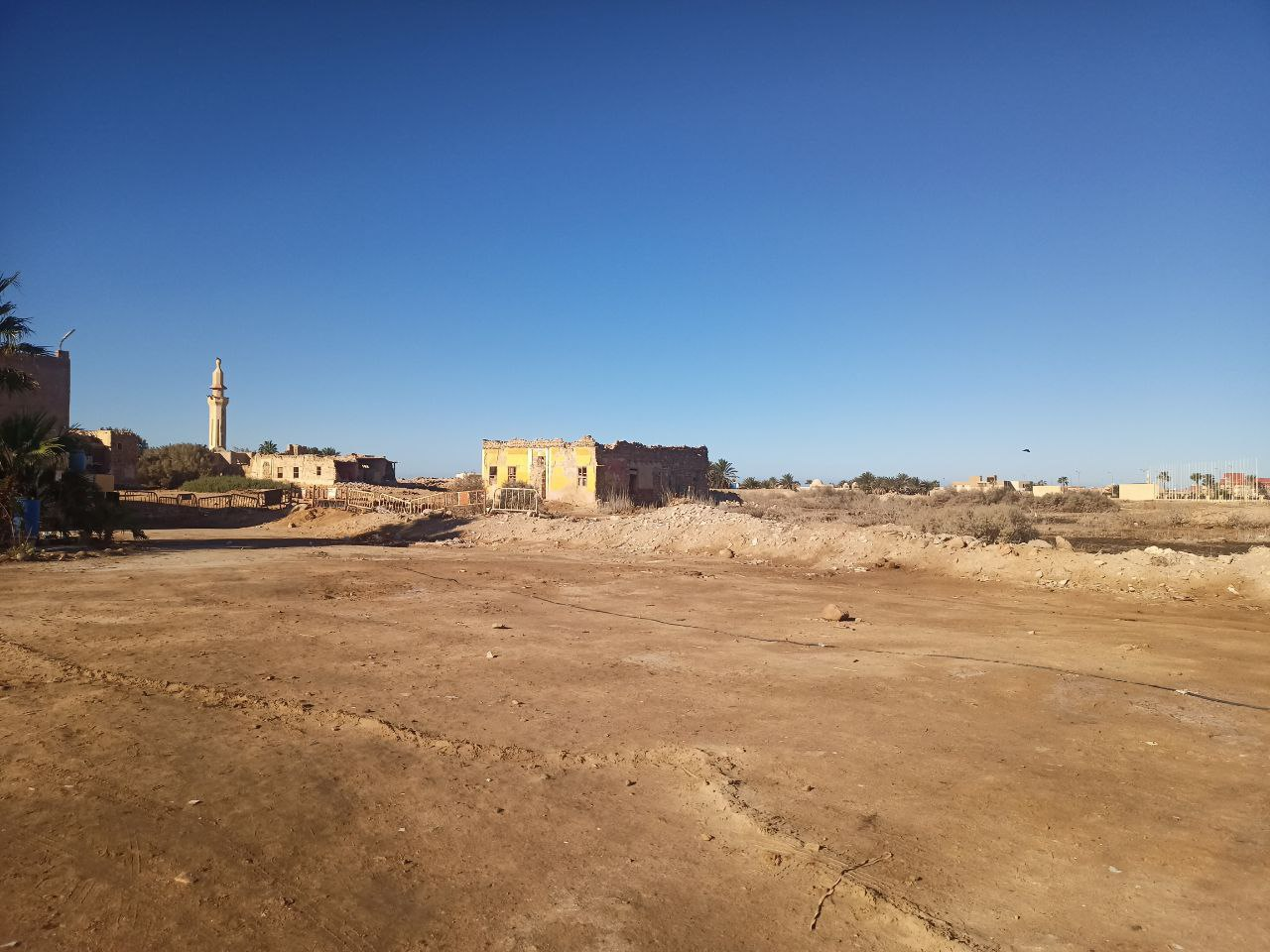
Развалины на месте старого Раифского монастыря